# سیارک ۱۱۰۹۴
سیارک ۱۱۰۹۴ (به انگلیسی: 11094 Cuba، نامگذاری:1994PG17) یازده هزار و نود و چهارمین سیارک کشف شده‌است که در ۱۰ اوت ۱۹۹۴ کشف شد.
قدر مطلق سیارک برابر ۱۳٫۵۰ است.